# Paracorymbia fulva
Paracorymbia fulva là một loài bọ cánh cứng trong họ Cerambycidae.

## Hình ảnh

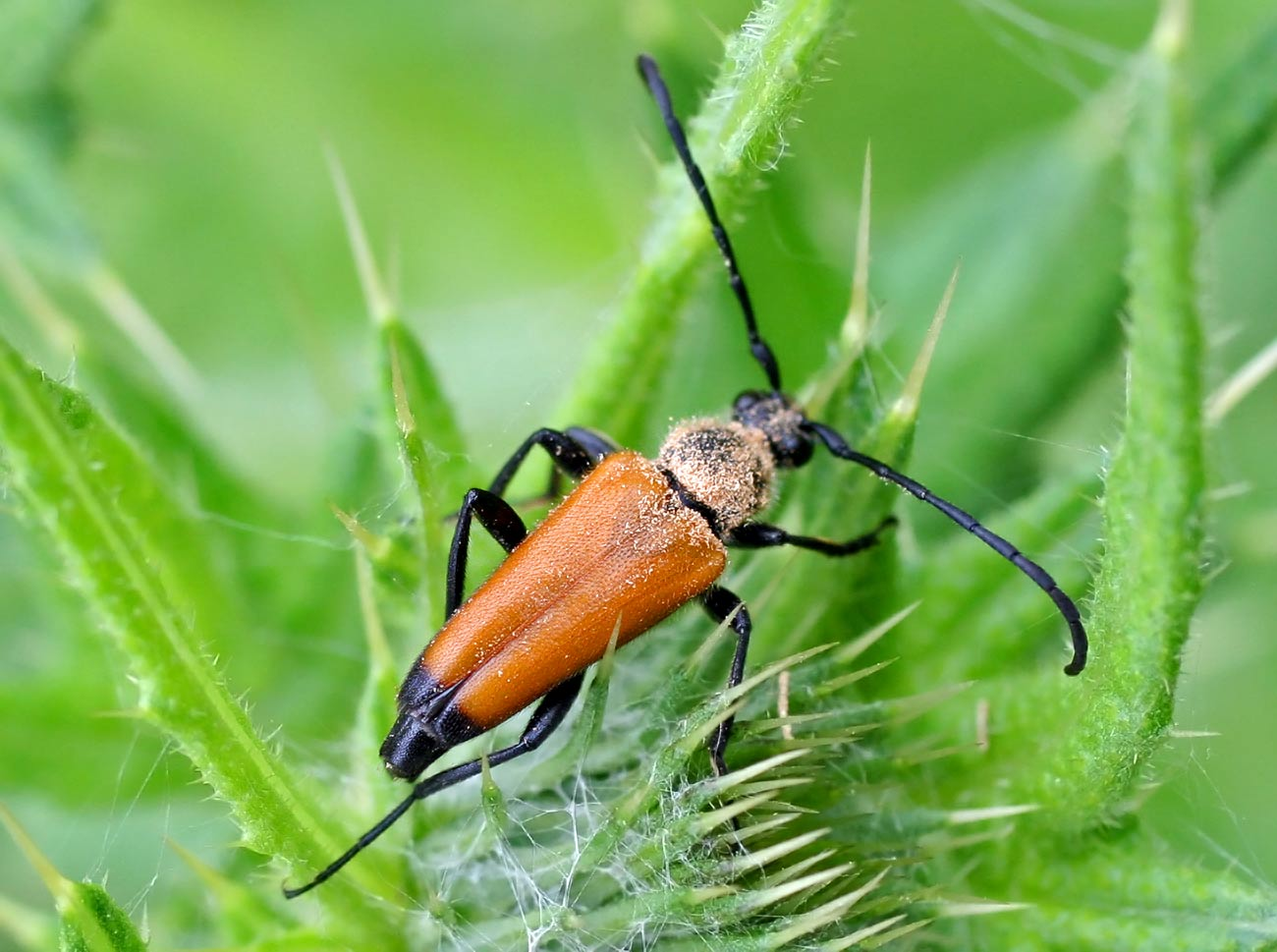
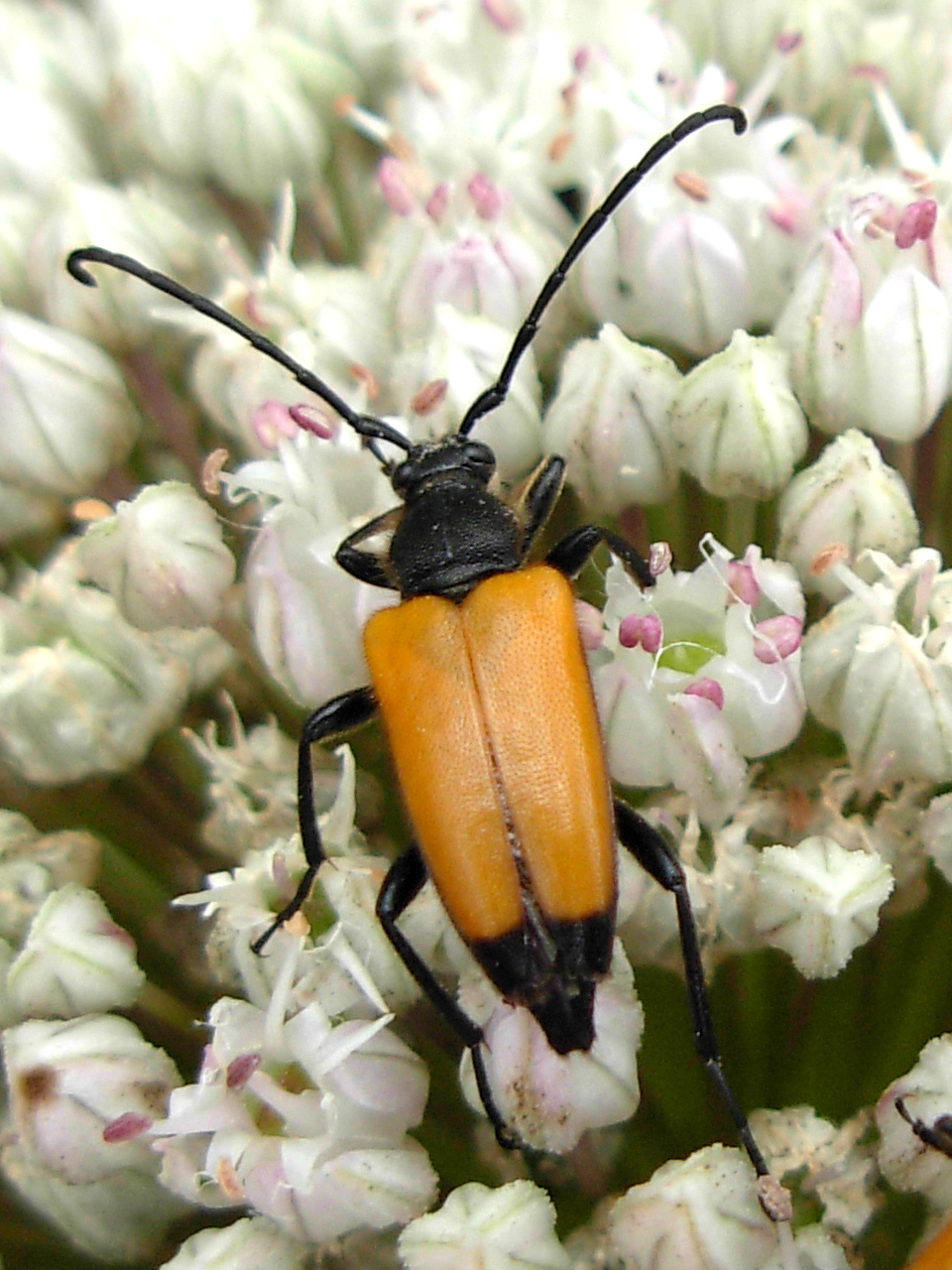
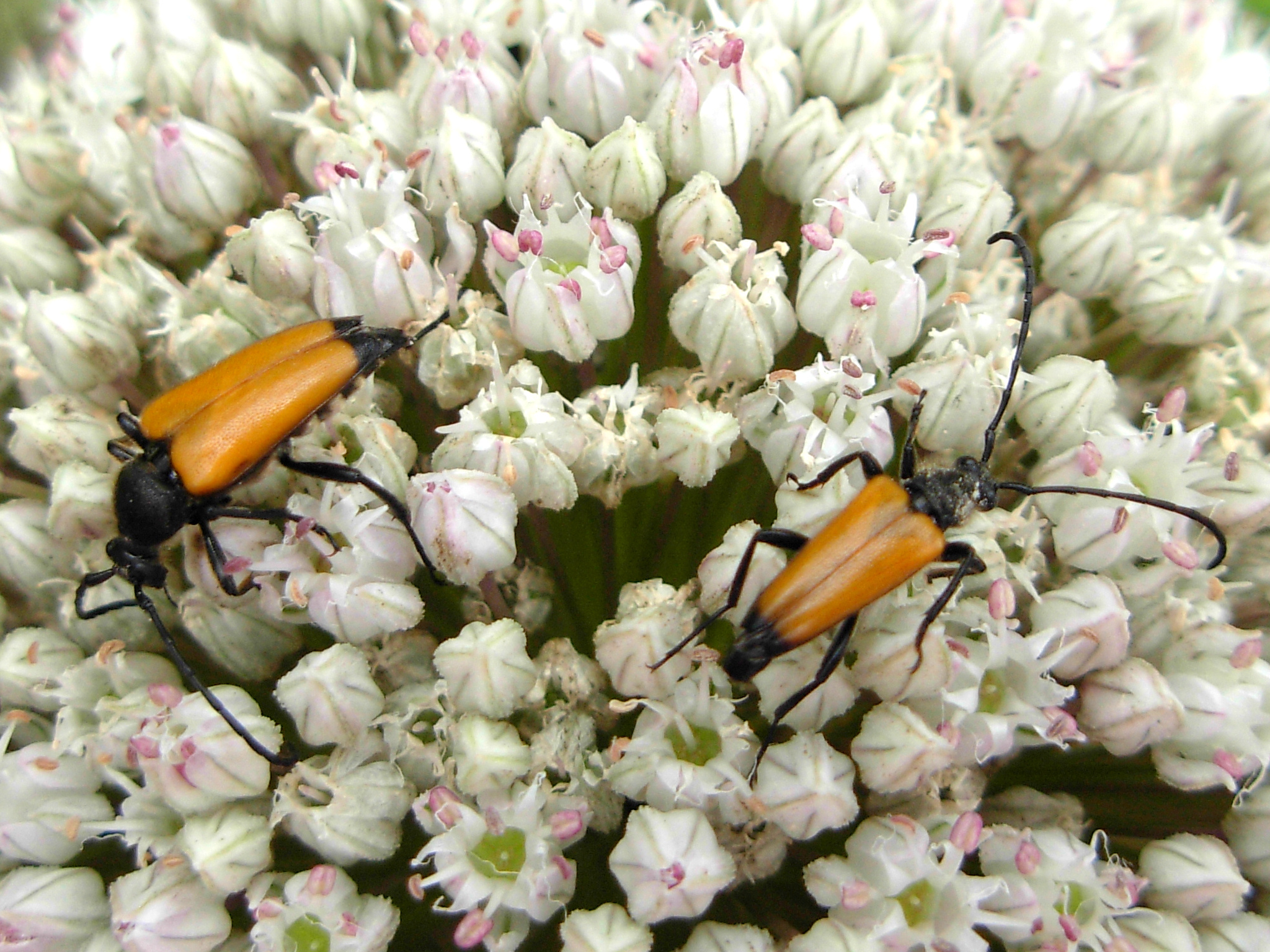